# Collège de droit de Washington
 (avril 2019).
Le contenu est difficilement compréhensible vu les erreurs de traduction, qui sont peut-être dues à l'utilisation d'un logiciel de traduction automatique.
Washington University in St. Louis School of Law est une école de droit privée américaine située à Saint-Louis (Missouri). La faculté de droit est l'une des sept écoles supérieures du premier cycle de l'Université Washington de Saint-Louis. Fondée en 1867, l'école de droit est la plus ancienne école de droit privée ouverte sans interruption à l'ouest de la Mississippi River. À l'origine, l'école de droit était située dans le centre-ville de St. Louis, puis elle a déménagé en 1904 à la Danforth, campus de l'Université Washington de Saint-Louis. Elle est maintenant installée dans Anheuser-Busch Hall. Elle est classée 18e parmi les 203 American Bar Association - les écoles de droit approuvées par l'U.S. nouvelles & World Report ,. Ses programmes de formation clinique et de plaidoyer ont toujours été classés dans les dix premiers des États-Unis, selon la même source.

## Admissions
Pour la promotion entrant à l'automne 2018, il y a eu 243 admissions. Les 25e et 75e LSAT percentiles pour la promotion 2018 étaient respectivement 160 et 170, avec une médiane de 168. Les 25e et 75e cycles de premier cycle GPA percentiles étaient respectivement 3,39 et 3,89,  avec une médiane de 3,81.

## Classement et honneurs
L'édition 2020 de U.S. News & World Report des meilleures écoles de droit a classé l'école de droit de l'Université de Washington :
- 18e dans l'ensemble du pays (sur plus de 200 écoles de droit)
- 7e dans le pays dans la formation clinique

Leiter’s Law School Rankings a placé la faculté de droit :
- 18e (ex aequo) dans le pays pour la qualité des étudiants
- 19e (ex aequo) dans le pays pour la réputation académique
- 20e (ex aequo) dans le pays pour la réputation dans la catégorie avocat/juge[5],[6]

GraduatePrograms.com a classé l'Université de Washington comme numéro 1 pour la vie sociale.

## Programme d'études

### Juris Doctoris (JD) Program
La plupart des étudiants de l'école de droit de l'Université de Washington sont inscrits au programme Juris Doctor (JD). Les étudiants de JD sont tenus de prendre 86 heures semestrielles de crédit afin d'obtenir leur diplôme. Durant leur première année à la faculté de droit, tous les étudiants sont tenus de prendre, un semestre chacun, des contrats biens, délits, procédure civile, droit constitutionnel, et le droit pénal. À l'automne de leur première année, tous les étudiants sont tenus de prendre "Pratiques juridiques I" et "Méthodologies de recherche juridique I", puis "Pratiques juridiques II" et "Méthodologies de recherche juridique II" au printemps.
Pour la classe d'entrée 2016 – 2017, tous les étudiants de première année ont pris "Procédure civile" au printemps, le reste des cours doctrinaux de première année ont été offerts à la fois à l'automne et au printemps. Il reste à voir si cette pratique de planification se poursuivra à l'avenir. La deuxième et la troisième année offrent plus de souplesse dans la planification du curriculum de l'étudiant car il n'y a que deux classes obligatoires (une classe du programme d'éthique et un séminaire). En plus de leurs cours de fond, de nombreux étudiants de deuxième et troisième année participent à un tribunal de Moot, à une publication savante, à une clinique ou à un externat.

### Programmes de diplômes conjoints
Pour les étudiants intéressés par un cours d'études interdisciplinaires plus général, l'école de droit offre cinq programmes de diplômes conjoints (habituellement terminés en quatre ans, par opposition à trois pour un JD standard) :
JD-Maîtrise en administration des affaires (MBA), avec l'Université de Washington Olin Business School
JD-M.A. dans les études d'Asie de l'est, avec la Washington University School of Arts and Sciences
JD-M.A. en économie, avec la Washington University School of Arts and Sciences
JD-MHA dans l'administration de la santé, avec l'École de médecine de l'Université de Washington
JD-MSW, avec l'Université de Washington George Warren Brown School of social work
JD-LL. M, avec l'Université du Queensland

### Master of Laws(LL. M.) programme
L'école de droit de l'Université de Washington offre un ll. s. en droit américain pour les étudiants internationaux, un ll. j. dans la négociation et le règlement des différends, un ll. s. en droit de la propriété intellectuelle et de la technologie, et un ll. s. en fiscalité. Une maîtrise en ligne du programme de droit américain et un Master en ligne du programme d'études juridiques sont également disponibles,. En outre, l'école offre un double diplôme avec l'Escuela de Gobierno y transformación Pública de Tecnológico de Monterrey.

### Programme de maîtrise des études juridiques (MLS)
Ce programme est un programme d'études supérieures conçu pour les non-juristes. Les étudiants du programme MLS peuvent choisir d'étudier le système juridique de façon générale ou bien de suivre un cours ciblé d'étude dans un domaine particulier.

### Programme juris Scientiae Doctoris (JSD)
Ce programme est offert aux étudiants qui ont déjà terminé leurs études de ll. Le programme ne suit pas un format de programme général. Au contraire, le conseiller pédagogique de l'étudiant sélectionnera les exigences du JSD de l'étudiant, ce qui met fortement l'accent sur les compétences initiales de recherche et d'écriture.

### Programmes de droit en ligne
En janvier 2013, l'école de droit de l'Université de Washington a commencé à offrir un ll en ligne en droit américain pour les avocats internationaux. Les élèves du programme assistent à des conférences virtuelles en direct chaque semaine et participent à des discussions en classe en utilisant la méthode socratique. L'école offre également un Master en ligne de diplôme d'études juridiques et un double degré de ll.

#### Programme en ligne LL.
Le programme de maîtrise en droit américain de l'école de droit de l'Université de Washington est une offre de diplômes en ligne destinée aux juristes internationaux. Les élèves apprendront à faire des recherches et à écrire comme un avocat américain. Le curriculum du LL. j. se compose de cours en ligne avec des cours hebdomadaires. Lorsqu'un étudiant termine le programme, il est admissible à siéger à l'examen du Barreau en Californie et à l'état de Washington,.

#### Master en ligne du programme d'Études juridiques
Le Master en ligne d'études juridiques de l'école de droit de l'Université de Washington vise à développer des compétences juridiques pratiques, y compris la pensée analytique, la recherche juridique, et une compréhension complète des concepts juridiques des États-Unis. Le programme est conçu pour les non-juristes qui veulent faire progresser leur carrière avec l'acuité juridique dans une grande variété de professions. Le curriculum se concentre sur la procédure juridique appropriée en matière de contrats, de propriété intellectuelle, d'affaires, de négociation, de droit de l'immigration et de cybersécurité.

## Concours de Cour de Moot
Le programme de Cour théorique de l'école comprend le concours Giles Rich Moot Court, parrainé par l'Association américaine du droit de la propriété intellectuelle, le concours de la Cour de Moot de Saul Lefkowitz est parrainé par l'Association internationale des marques (INTA), par le Philip C. Jessup international law Moot Court Competition, par l'Association internationale des étudiants en droit, par le concours international d'arbitrage de Niagara, par Environmental, plaidoyer national en appel, par William E. McGee national civil rights et par Wiley Rutledge Moot Court compétitions.
De 1998 à 2009, l'Université de Washington a progressé de la compétition régionale au Sherman & Sterling international rounds sept fois, un exploit seulement assorti par la Loi de Harvard. En 2008, l'équipe a pris la première place dans le concours Dillard pour le meilleur Mémorial de toutes les compétitions nationales et régionales dans le monde. Le Brief de l'équipe WU a non seulement remporté contre plus de 120 écoles de droit américaines et contre des centaines d'équipes qui ont participé provenant d'au moins 100 pays à travers le monde. En outre, en 2009, l'équipe nationale de la Cour de Moot a remporté le concours de la Cour nationale des droits civils de William E. McGee. L'équipe a été imbattable à travers sept séries de compétitions pour remporter le championnat ; trois étudiants parmi eux ont reçu des décisions unanimes sur la fiche d'évaluation de chaque juge et ce, à chaque tour qu'ils ont disputé. L'équipe nationale de la Cour de Moot a également remporté le concours national d'appel de l'Association américaine du Barreau du Midwest et a avancé au concours national de représentation en médiation. L'équipe de Trial, qui a remporté la première place au tournoi régional de qualification du concours national d'essais de l'ABA et du collège américain des avocats de première instance, a avancé aux finales nationales de la NTC contre les 22 autres éliminatoires nationaux. En outre, l'équipe Niagara International Law Moot Court a fini troisième sur 19 équipes et a avancé à la demi-finale et l'équipe nationale de concurrence de l'environnement Moot Cour a avancé aux quarts de finale à la compétition de l'Université Pace à New York, emportant donc le troisième rang de 74 équipes.

## Programme clinique
Le programme clinique à la faculté de droit de l'Université de Washington est classé à la quatrième place pour les États-Unis par U.S. News & World Report et prétend « fournir aux étudiants des occasions d'apprendre les qualifications et les valeurs professionnelles en travaillant dans le monde réel avec les clients, les avocats, les juges et les législateurs ». 

### Plaidoyer en appel
Les étudiants de la clinique d'appel représentent des plaideurs Pro dans les affaires devant être entendus en appel devant la Cour d'appel des États-Unis pour le huitième circuit. Après que le greffier du Tribunal a assigné des affaires au début du semestre, les étudiants traitent tous les aspects de l'appel, y compris les motions, les dépôts et les mémoires. La représentation fournit généralement une occasion de plaider une affaire devant un panel du huitième circuit à au moins un étudiant et ce, chaque semestre. 

### Justice civile
La clinique de justice civile oblige les étudiants à gérer leur propre charge de cas sous la supervision de la faculté. En utilisant le corps étudiant pour la représentation, la clinique de la justice civile aide à fournir des services juridiques aux membres nécessiteux de la communauté et remplit son obligation de services publics. La clinique comprend également un séminaire hebdomadaire. 

### Droits civiques et justice communautaire
Dans la clinique des droits civils et de la justice communautaire, les étudiants travaillent dans les domaines de la discrimination en matière d'immigration et d'emploi. Les étudiants sont placés à l'aide juridique, dans des organismes à but non lucratif, à la Commission sur l'égalité des chances pour l'emploi et/ ou dans des cabinets d'avocats demandeurs choisis pour aider à défendre l'immigration en général, dont le statut et les droits des immigrants, ainsi que des cas présumés de discrimination fondés sur la Race, la religion, l'origine nationale, le sexe, l'âge ou les handicaps dans les domaines d'emploi, d'éducation et autres. Les étudiants s'engagent dans l'entrevue, le counseling, l'analyse de cas et la planification, la résolution de problèmes, l'investigation des faits, la rédaction de documents, la négociation, la médiation et l'éducation communautaire. En plus de la pratique du cabinet, la clinique des droits civils et de la justice communautaire comprend une composante interne dans laquelle les élèves observent et effectuent des médiations, assistent à au moins une expérience rédactionnelle législative et participent à au moins un des projets d'éducation communautaire au choix de l'élève. La clinique des droits civils et de la justice communautaire s'est impliquée dans des poursuites communautaires à plus grande échelle en aidant à la poursuite de l'opposition aux ordonnances anti-immigrants dans Valley Park, Missouri.

### Justice criminelle
La clinique de justice pénale opère en collaboration avec le Bureau du comté de St. Louis du Missouri State Public Defender System, situé à environ 2,58 km de la faculté de droit dans le St. Louis County Justice Center. La clinique de justice pénale expose les élèves à des compétences en matière de droit de la vie réelle dans le cadre du système de justice pénale au niveau de l'État. Les étudiants de la clinique ont la possibilité de servir 13 stagiaires légaux certifiés et exécuter le travail d'un avocat en représentant les clients confrontés à des accusations criminelles.

### Congrès et droit administratif
Dans cette clinique, environ 24 étudiants en droit de troisième année passent leur semestre de printemps à Washington D.C. et travaillent sous la direction d'avocats dans une variété de bureaux du gouvernement. Les exemples incluent la Chambre et le Comité judiciaire du Sénat, la Division des droits civils du Ministère de la justice, la section des Finances corporatives de la Securities and Exchange Commission, l'Agence de protection de l'environnement des États-Unis et l'Office des brevets et des marques des États-Unis.
Comme condition préalable à la prise de ce cours, les étudiants participant au Congrès et à la clinique de droit administratif sont tenus de s'inscrire à un cours sur l'éthique au gouvernement en plus de leur travail quotidien en stage.

### Gouvernement Lawyering
Le Government Lawyering Clinic offre la possibilité aux étudiants de travailler avec des avocats de la Division criminelle ou civile du Bureau du Procureur des États-Unis.
Les étudiants de cette clinique travaillent dans le Bureau du district oriental du Missouri à St. Louis ou District sud de Illinois Bureau dans East Saint Louis. Les étudiants en clinique de la Division criminelle participent à des enquêtes criminelles et à des poursuites (des enquêtes de faits initiales aux travaux d'appel finaux).

### Environnement interdisciplinaire
Cette clinique comprend à la fois les « avocats étudiants » (étudiants en droit de deuxième et troisième année) et les « consultants étudiants » (étudiants diplômés et diplômés de niveau supérieur de l'Université de Washington qui étudient l'ingénierie, les études environnementales, la médecine, le travail social et/ou les affaires), qui travaillent en collaboration dans des équipes interdisciplinaires sous la supervision du corps professoral. Ces équipes offrent une assistance juridique et technique sur les problèmes de santé environnementale et communautaire aux personnes et aux organisations qui ne peuvent pas se permettre de payer ces services. Les équipes de cliniques travaillent sur des questions relatives à la qualité de l'air et de l'eau, au plomb, à la justice environnementale, à la destruction des habitats et aux zones humides
En mars 2007, la clinique interdisciplinaire de l'environnement a aidé à atteindre un accord de jalon entre Sierra Club et Kansas City Power & Light («KCPL»). Cet accord exige que KCPL fasse les plus importants engagements de réduction de carbone de toute utilité dans le Midwest,.

### Propriété intellectuelle et organisations à but non lucratif
Les étudiants de cette clinique collaborent avec des étudiants de l'école de médecine, de la Olin School of Business, du département de génie biomédical, de l'école de travail social George Warren Brown et des Arts & Sciences. Ces collaborations permettent de fournir des services juridiques de propriété intellectuelle et de formation commerciale à des clients qui, autrement, n'auraient pas accès à un conseiller juridique compétent.
Ils collaborent avec les avocats de la pi de la région de St. Louis pour fournir des conseils juridiques précoces à d'autres innovateurs et entrepreneurs, en particulier avec des incubateurs d'entreprises dans la région de St. Louis. Ils travaillent aussi avec des organismes à but non lucratif tels que St. Louis avocats bénévoles et comptables pour les arts (VLAA), et les conseillers en propriété intellectuelle d'intérêt public (PIIPA).

### Externats judiciaires
L'externat expose les étudiants aux litiges civils et criminels du point de vue judiciaire. Les étudiants travaillent comme commis à temps partiel sous la supervision de juges locaux, d'État, fédéraux ou d'appel. Les étudiants participant au cours d'externalités observent les audiences, les procès et les autres procédures judiciaires. Ils peuvent effectuer des recherches juridiques et rédiger une série de mémorandums juridiques pertinents pour les affaires soumises par les tribunaux.

## Publications des étudiants
L'école de droit de l'Université de Washington propose quatre médias de publications pour les étudiants. Après l'achèvement de leur première année, les étudiants sont encouragés à participer au concours « Write-on ». Ce concours a généralement entraîné la rédaction d'un commentaire de cas. Sur la base de la qualité du commentaire d'un étudiant, celui-ci peut être invité à rédiger une publication de son choix.
Les étudiants de deuxième année participant à l'une des trois publications de l'école de droit de l'Université de Washington sont considérés comme « rédacteurs associés » ou « employés ». En plus de leurs responsabilités d'édition (qui consistent généralement à des « vérifications de l'étagère »), ces étudiants sont tenus d'écrire une note. Sur la base de la qualité de l'écriture, les étudiants peuvent être invités à publier leur note dans la publication à laquelle ils appartiennent. Les étudiants en droit de troisième année sont encouragés à postuler pour un poste éditorial dans leur publication. Ces positions de Conseil varient des positions d'édition de bas niveau à la position de rédacteur en chef.
- Washington University Law Review a commencé comme le St. Louis Law Review en 1915 et a été re-nommé le Washington University Law Quarterly en 1936. La « revue de droit » est une revue académique d'étudiants qui publie six numéros par an. Le personnel sélectionne et modifie des articles de juristes, de praticiens et d'étudiants et soumet des articles sur n'importe quel sujet juridique. En plus des publications imprimées, Law Review maintient un supplément en ligne contenant des commentaires originaux et des débats.
- Le Journal de l'université, dont le champ d'application s'est élargi en 1983 lorsqu'il est devenu le Journal de droit urbain et contemporain pour englober un plus large éventail de sujets. En 1999, le journal a une fois de plus agrandi son champ d'application pour devenir le Washington journal universitaire de droit et de politique. Le journal génère une publication Symposium qui rassemble des communautés d'érudits pour souligner les visions existantes et émergentes de la loi en ce qui concerne les perspectives interdisciplinaires et multiculturelles, les implications des progrès technologiques et les conséquences de la mondialisation économique dans le but d'influencer le droit et la politique sociale. Chaque année, le journal publie un volume « accès à la justice ». Ce volume est une compilation d'essais de la série de conférenciers « accès à la justice » de l'Université de Washington, dont l'un des objectifs est d'encourager le public à utiliser son éducation juridique pour améliorer la société. En outre, le journal collabore avec les membres du corps professoral pour publier des colloques sur un large éventail de sujets contemporains.
- Le Washington University Global Studies Law Review est une revue juridique internationale, éditée par les étudiants, dédiée à la publication d'articles par des chercheurs internationaux, étrangers et de droit comparé. Global publie trimestriellement. Les publications de Global présentent des articles, des revues de livres, des essais et des notes, respectivement écrits par des universitaires, des praticiens et des étudiants[21]. Global publie occasionnellement des articles en conjonction avec des colloques de Whitney R. Harris World Law Institute tels que le fameux « arrêt de Nuremberg », qui comprenait des articles du Président de la Cour pénale internationale, l'honorable Philippe Kirsch, Leila Nadya Sadat, et Sen Christopher Dodd[22]. Global a publié des articles de praticiens et de professeurs de droit provenant de divers pays dont le Brésil, les Pays-Bas, l'Inde, la Finlande, le Myanmar et l'Australie. En plus de publier, le personnel de Global travaille à la création d'un manuel de citations internationales afin de fournir les citations les plus exactes pour les sources internationales depuis 2007. Ce manuel est encore en travail ; Global a compilé des formats de citation pour plus de 60 pays[23].
- Le Washington University jurisprudence Review a été formé en 2008 et est le seul journal imprimé édité par des étudiants portant sur la jurisprudence en Amérique. Son but est de promouvoir la discussion académique et l'érudition en lien avec la théorie juridique. Ce journal vise également à améliorer l'expérience des facultés de droit en favorisant l'analyse critique des suppositions et des théories qui sous-tendent le programme d'études de droit. À cette fin, le journal publie des articles rédigés par des érudits et des praticiens ainsi que des notes rédigées par des élèves[24].

## Organisations étudiantes
La faculté de droit de l'Université de Washington a une variété toujours en évolution d'organisations étudiantes. La plupart de ces organisations représentent un chapitre local d'une plus grande organisation nationale. En plus des organisations qui représentent le chapitre national, l'école de droit de l'Université de Washington a plusieurs organisations étudiantes qui sont propres à la faculté de droit :
- American Constitution Society (ACS)
- Association américaine des étudiants en droit indien (AILSA)
- À peine le théâtre juridique (une organisation étudiante où les élèves écrivent et exécutent des sketchs ou des chansons qui se combinent à la vie de l'école de droit)
- La société fédéraliste
- Société de vin Sidebar
- Conseil des diplômés-professionnels (les étudiants sélectionnés représentent l'école de droit en matière universitaire)
- Conseil d'honneur (chargé d'appliquer le code d'honneur)
- Illinois Student Bar Association (ISBA)
- Société de droit de la propriété intellectuelle (IPLS)
- Société de droit mixte (pour les étudiants qui poursuivent plus d'un diplôme d'études supérieures)
- Hors-la-Loi (pour les étudiants LGBTQ et les alliés)
- Deuxième étudiant en droit de carrière (balances)
- Lavage U Out Ouest (WOW)

## Campus

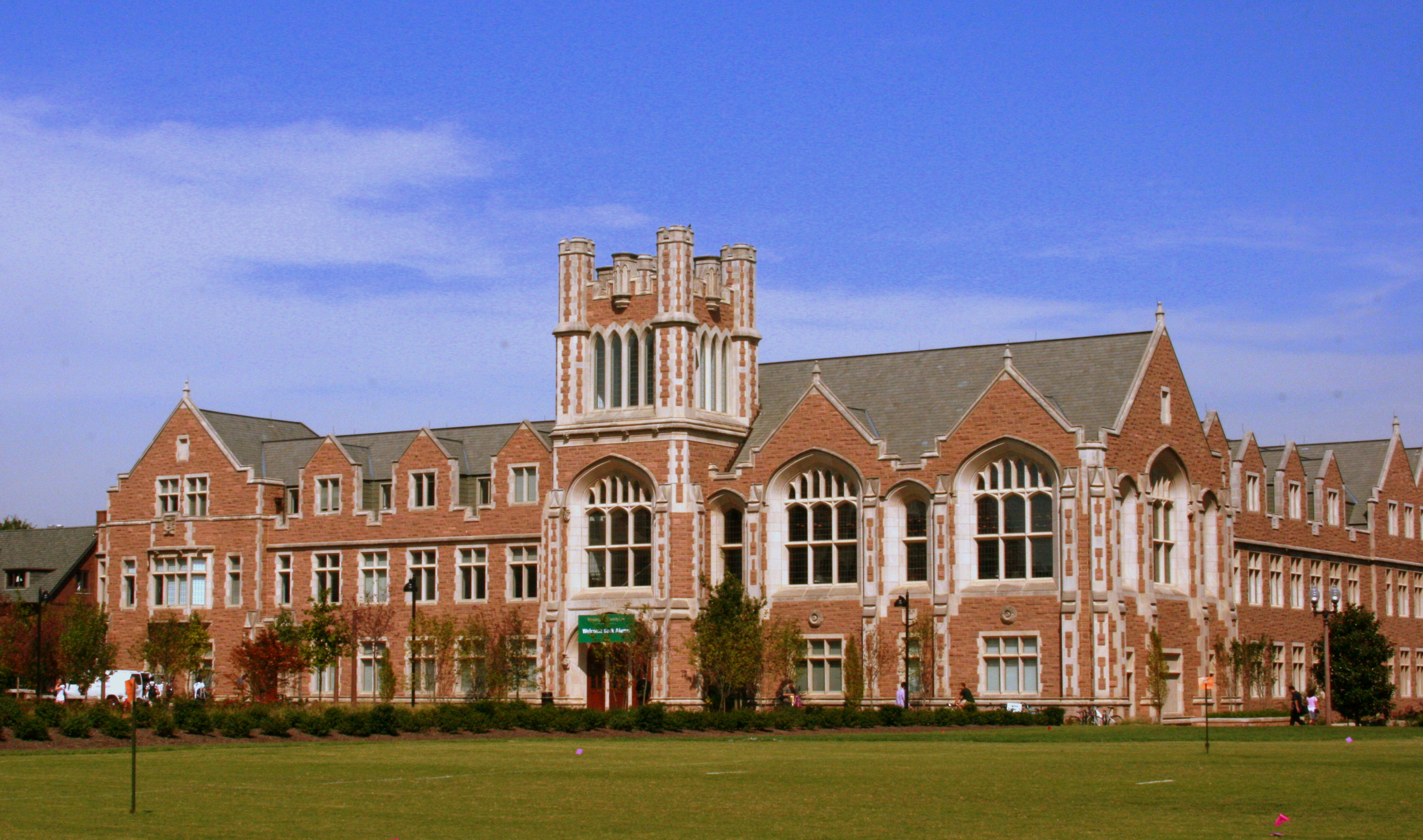
Anheuser-Busch Hall

En janvier 1997, l'école de droit de l'Université de Washington s'installe à Anheuser-Busch Hall. L'architecture à Anheuser-Busch Hall reflète le style classique du campus de l'Université de Washington de Danforth. Anheuser-Busch Hall comprend deux salles d'audience entièrement fonctionnelles, de nombreuses salles de classe et une bibliothèque de droit. En outre, AB Hall comprend des espaces communs, tels que le WL Hadley Griffin Student Commons et le dôme en verre de Crowder Courtyard. Dans AB Hall, toutes les salles de classe, salles de séminaire et salles de réunion disposent de capacités informatiques et multimédias. Chaque salle de classe et de séminaire est également équipée d'un système de projection multimédia. Cela permet aux instructeurs de projeter des informations et de publier les conférences en ligne.
La construction d'un nouveau bâtiment des sciences sociales et du droit a été achevée. Le nouveau bâtiment est situé juste au sud-ouest d'Anheuser-Busch Hall. Le sol a été brisé pour le bâtiment de quatre étages, Collegiate Gothic le 5 septembre 2006. La date visée pour l'achèvement était le 30 juin 2008. Autour de 15 000 pieds carrés sur 142 000 pieds carrés nets du nouveau bâtiment ont été affectés à l'école de droit, abritant des bureaux administratifs, des bureaux de la revue de droit et des salles de classe.

## Emploi
Selon les déclarations officielles de Wash U Law 2017 à l'ABA, 85,8% des diplômés ont obtenu un emploi à temps plein et à long terme dans les neuf mois suivant leur graduation. Un total de 42,5% ont trouvé un emploi dans des cabinets de plus de 100 avocats ou ont obtenu des stages judiciaires fédéraux. Selon Wash U Law, le nombre de 5,1% indique le pourcentage de chômeurs en 2017 poursuivant un diplôme supplémentaire ou travaillant dans un emploi non professionnel, à court terme ou à temps partiel neuf mois après l'obtention du diplôme en droit.
Pour les nouveaux diplômés, le salaire de départ médian pour la catégorie de 2017 était de 125 000 $ dans le secteur privé et de 55 000 $ dans le secteur public. Wash U Law a placé 55 diplômés de la classe de 2013 à la NLJ dans 350 entreprises, le classant 25e sur le « National Law Journal » « Go-to Schools » pour l'emploi d'un grand cabinet d'avocats.

## Coûts
Le coût total de la fréquentation (incluant les frais de scolarité, les frais d'honoraires et de subsistance) à la Wash U Law pour l'année académique 2014 – 2015 était de 72 949 $. La faculté de droit, par souci de transparence, a estimé que le coût de la participation financé par la dette pour trois ans est de 277 075 $.

## Alumni notables

### Universités et entreprises
- Edward Cranch Eliot (AB 1878, LLB 1880, AM 1881) : ancien président de la American Bar Association

### Gouvernement et politique
- Carl J. Artman (JD) : secrétaire adjoint de l'intérieur pour les Affaires indiennes, et chef de la Bureau des affaires indiennes 2007/2008.
- David Bohigian : sous-secrétaire au commerce de 2005 à 2009 sous George W. Bush
- Henry S. Caulfield (JD 1895) : gouverneur du Missouri, 1929 – 1933
- Clark M. Clifford (LLB 1928) : secrétaire à la défense, 1968 – 69 ; ancien conseiller présidentiel
- Earl Thomas Coleman (JD 1969) : membre du Congrès des États-Unis du Missouri, 1977 – 1993
- Edward Coke Crow (LLB 1879) : 23e Procureur général du Missouri, 1897 – 1905, conseiller du gouverneur du Missouri Lloyd Crow Stark (1937 – 1941)
- Dwight Davis (LLB) : fondateur de la Coupe Davis, et 49e secrétaire à la guerre des États-Unis
- Alan J. Dixon (LLB 1949) : sénateur américain de l'Illinois, 1981 – 93
- Leonidas C. Dyer (JD 1893) : membre du Congrès des États-Unis du Missouri, 1915 – 1933
- Harry B. Hawes (JD 1896) : sénateur des États-Unis du Missouri, 1926 – 1933
- Thomas C. Hennings, Jr. (JD 1926) : sénateur américain du Missouri, 1951 – 1960
- William L. Igoe (JD 1902) : membre du Congrès des États-Unis du Missouri, 1913 – 1921
- Alphonse[Lequel ?] (JD 1972) : secrétaire américain au logement et au développement urbain, 2004 – 2008
- Andrew G. McCabe (JD 1993) : 16e directeur adjoint du FBI
- Victor J. Miller (JD) : maire de Saint-Louis, 1925 à 1933
- Roscoe C. Patterson (JD 1897) : sénateur des États-Unis du Missouri, 1929 – 1935
- Kenneth J. Rothman (AB, JD) : lieutenant-gouverneur du Missouri, 1981 – 1985
- Steven Rothman (JD 1977) : député américain de New Jersey, de 1997 à aujourd'hui
- Ralph Tyler Smith (JD 1940) : sénateur américain de l'Illinois, 1969 – 1970
- Selden P. Spencer (JD 1886) : sénateur américain du Missouri, 1918 – 1925
- Louis Susman (JD) : ancien ambassadeur des États-Unis en Grande-Bretagne
- William H. Webster (JD 1949) : 14e directeur de la CIA et le 6e directeur du FBI
- Xenophon P. Wilfley (JD 1899) : sénateur des États-Unis du Missouri, 1918
- George Howard Williams (JD 1897) : sénateur des États-Unis du Missouri, 1925 – 1926

### Magistrature
- Robert E. Bacharach (JD 1985) : juge actuel, Cour d'appel des États-Unis pour le dixième circuit
- David Bernhard (JD 1985) : juge actuel, Fairfax, Circuit court, Virginia
- Michael Cherry (JD 1969) : juge en chef, Cour suprême du Nevada, 2006-présent
- Audrey G. Fleissig (JD 1980) : juge actuelle, tribunal de district des États-Unis pour le district oriental du Missouri
- Raymond W. Gruender (JD/MBA 1987) : juge actuel, Cour d'appel des États-Unis pour le huitième circuit
- Jean Constance Hamilton (JD 1971) : juge actuelle, tribunal de district des États-Unis pour le district oriental du Missouri
- Andrew Jackson Higgins (JD 1948) : ancien juge, ancien chef de la justice, Cour suprême du Missouri
- John Francis Nangle (JD 1948) : ancien juge en chef, tribunal de district des États-Unis pour le district oriental du Missouri, 1983 – 1990
- Catherine D. Perry (JD 1980) : juge actuelle, tribunal de district des États-Unis pour le district oriental du Missouri
- Rodney W. Sippel (JD 1981) : juge actuel, tribunal de district des États-Unis pour le district oriental du Missouri
- Richard B. Teitelman (JD 1973) : ancien juge, ancien chef de la justice, Cour suprême du Missouri

### Autre
- Phoebe Couzins (LLB 1871) : première femme U.S. Marshal ; féministe ; leader dans le mouvement de suffrage féminin
- Jordan Français (JD 2010) : écrivain et pionnier de l'impression alimentaire 3D
- Eric P. Newman (JD 1935) : américain numismate
- Phyllis Schlafly (AB 1944, JD 1978) : auteur, avocat, conservateur et antiféministe militant
- Luther Ely Smith (JD 1897) : fondateur de Gateway Arch National Park